# River (пісня Охмана)
«River» (укр. Ріка) — пісня польського співака Охмана, з якою він представляв свою країну на Пісенному конкурсі Євробачення 2022 в Турині, Італія після перемоги на національному відборі Польщі Tu bije serce Europy!. Сингл увійшов у чарти Polish Airplay Top 100. Пісня принесла Польщі 12 місце у фіналі Євробачення.

## Пісенний конкурс Євробачення

### Відбір— Tu bije serce Europy! Wybieramy hit na Eurowizję
Польський мовник TVP відкрив період подачі заявок для зацікавлених виконавців та авторів пісень у період з 20 вересня по 20 листопада 2021 року. Усього було отримано 150 заявок. Відбіркова комісія з п'яти осіб, що складалася з представника TVP, радіоведучого, музичного експерта, журналіста та представника Спілки польських музикантів, відібрала десять найкращих заявок з отриманих для участі у фіналі нацвідбору. Обрані композиції були оголошені 14 січня 2022 року під час програми TVP2 Pytanie na śniadanie.
Фінал Tu bije serce Europy! відбувся 19 лютого 2022 року. Переможець визначався протягом двох раундів голосування. Три найкращі пісні, які отримали найбільше голосів, пройшли до суперфінального раунду. В обох турах була використана комбінація голосів 50/50 професійного журі та телеголосування.
«River» стала однією з трьох пісень суперфіналу й виграла його з 51 % голосів, друге й третє місце отримали 39 % та 10 % відповідно. У підсумку Охман отримав право представляти Польщу на Пісенному конкурсі Євробачення 2022.

### На Євробаченні
25 січня 2022 року було проведено жеребкування, яке розподілило кожну країну в один із двох півфіналів, а також визначило, в якій половині шоу вони виступатимуть. Польща потрапила до другого півфіналу, який відбувся 12 травня 2022 року, і виступила у другій половині шоу під 14 номером. У півфіналі пісня «River» отримала 198 балів, які принесли країні 6 місце та дозволили кваліфікуватися до фіналу Євробачення.
Фінал конкурсу відбувся 14 травня 2022 року. Охман отримав 151 бал (105 від глядачів та 46 від журі) та досяг 12 місця, що стало найкращим результатом країни за останні шість років.